# Ифигения
Ифиге́ния (др.-греч. Ἰφιγένεια) — в древнегреческой мифологии первоначально эпитет Артемиды, почитавшейся и в историческое время с этим прозвищем в Гермионе и других местах. Когда Ифигения выделилась в качестве героини, о её происхождении и обстоятельствах жизни сложились самые разнообразные легенды.

## Мифология
Ифигения (она же Ифимеда, спасена Артемидой) — дочь Агамемнона и Клитемнестры (по Стесихору и другим — их приёмная дочь и родная дочь Тесея и Елены). Родилась в год, когда Агамемнон обещал Артемиде прекраснейший дар из родившихся.
Когда греки отправлялись под Трою и уже были готовы пуститься в путь из беотийской гавани Авлиды, Агамемнон (или Менелай) оскорбил Артемиду, убив на охоте посвященную ей лань. Артемида гневалась на Агамемнона за это, а также за то, что Атрей не принес ей в жертву золотого ягнёнка. Богиня наслала безветрие, и флот греков не мог двинуться в путь. Прорицатель Калхант объявил, что богиня может быть умилостивлена только принесением ей в жертву Ифигении, самой красивой из дочерей Агамемнона. Агамемнон, по настоянию Менелая и войска, должен был согласиться на это. Одиссей и Диомед поехали к Клитемнестре за Ифигенией, и Одиссей солгал, что её отдают в жены Ахиллу. Приносил её в жертву Калхант.
Когда она прибыла туда и всё уже было готово для жертвы, Артемида сжалилась и в самый момент заклания заменила Ифигению козой (по другой версии — ланью), а её на облаке похитила и унесла в Тавриду, вместо неё на алтарь был возложен телёнок.

## Ифигения в Тавриде

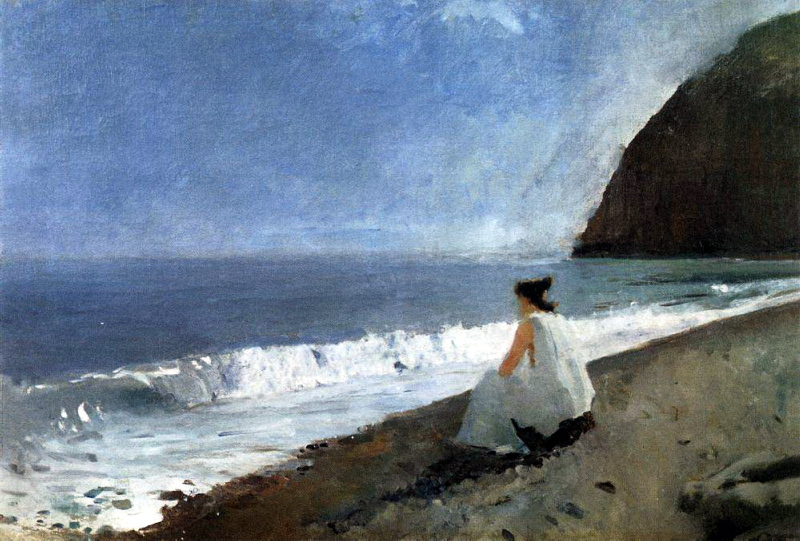
Ифигения в Тавриде, В. Серов, 1891

По ранней версии, Артемида сделала Ифигению бессмертной. Согласно Гесиоду в «Перечне женщин» и Стесихору в «Орестее», она не умерла, но по воле Артемиды стала Гекатой. Согласно Евфориону, принесена в жертву в Бравроне и заменена на медведицу. По версии, богиня поселила её на Белом острове, назвала Орсилохой и сделала супругой Ахилла. Согласно Диктису Критскому, Ахилл спас Ифигению и отправил в Скифию. Ахилл следовал за Ифигенией до Белого острова. Почитается таврами как богиня.

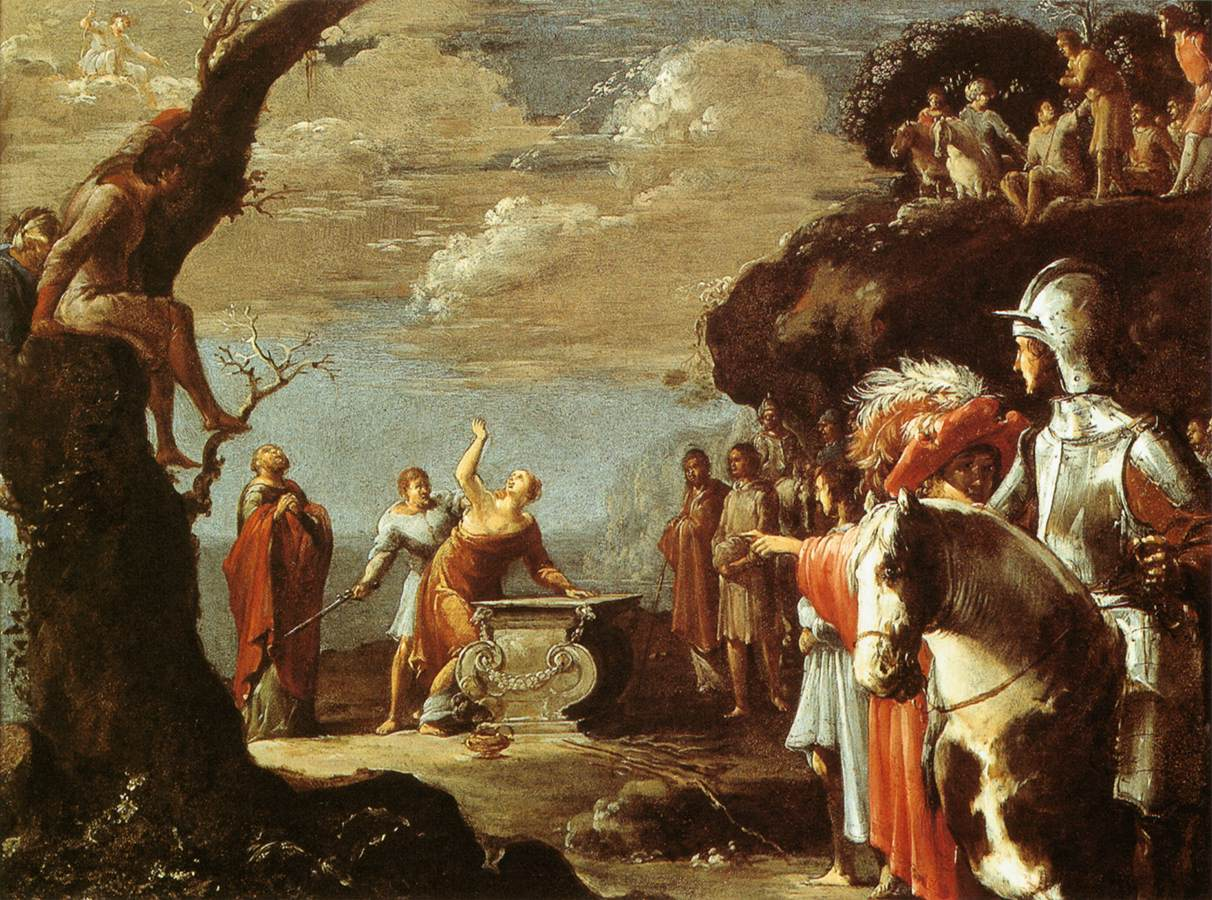
Жертвоприношение Ифигении, Леонард Брамер, 1623. Делфт

По ещё одной версии, Ифигения — дочь Агамемнона и Астиномы. Её тавроскифы взяли в плен и сделали жрицей Артемиды, то есть Селены.
По наиболее известному варианту, в Тавриде Ифигения стала жрицей Артемиды и умерщвляла перед её алтарем странников, заносимых туда бурей. Здесь нашёл Ифигению её брат Орест, который прибыл в Тавриду вместе с другом Пиладом по приказанию дельфийского оракула, чтобы увезти в Элладу изображение Артемиды Таврической, упавшее, по преданию, с неба. Они вместе бежали на родину, победив воинов таврского царя Фоанта, которые напали на корабль беглецов до отплытия. О месте смерти и погребения Ифигении также существовало разногласие.

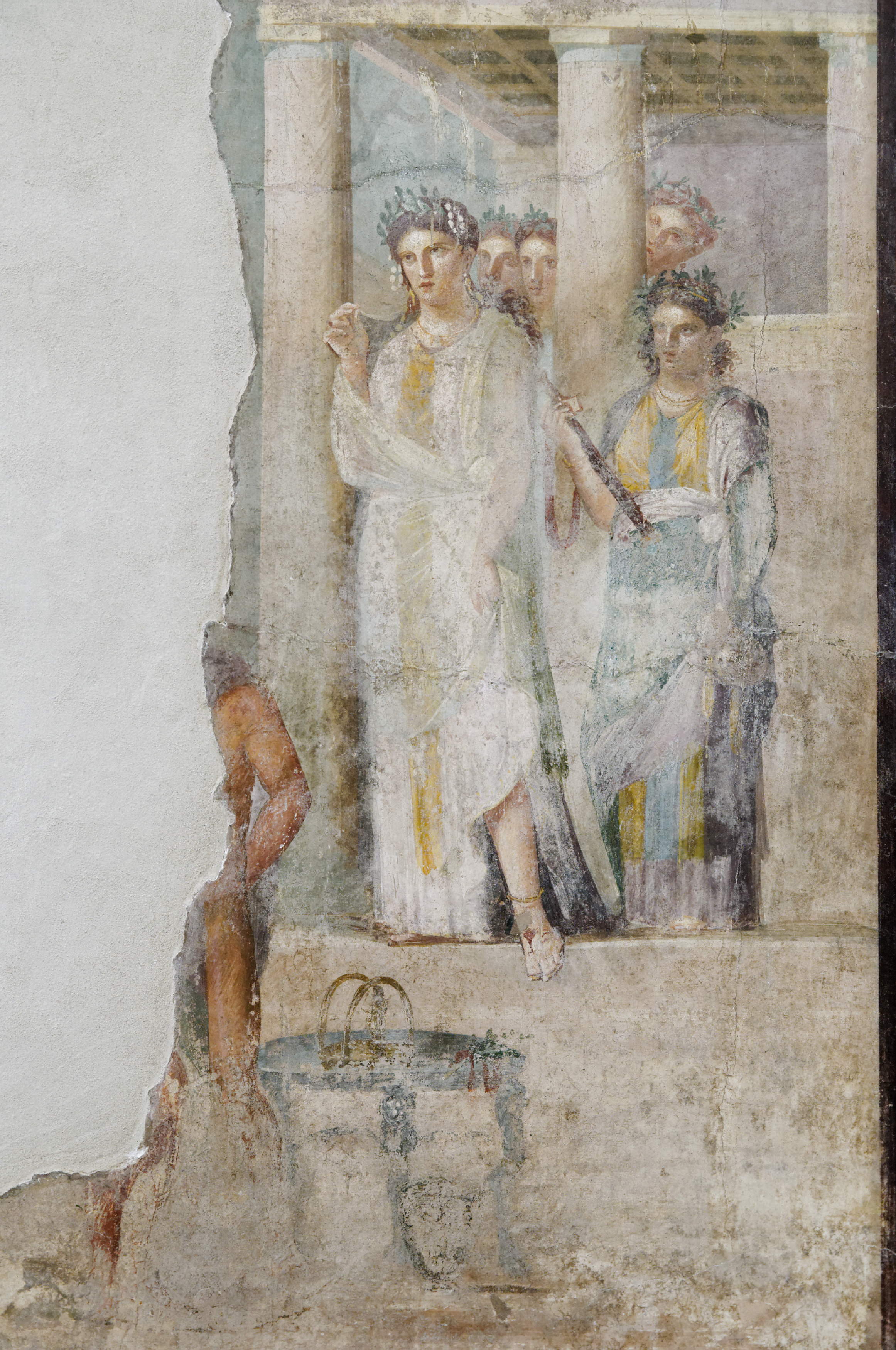
Ифигения как жрица Артемиды, античная фреска из Помпей.

Возвращаясь от тавров, она высадилась в Бравроне, оставив там деревянное изображение Артемиды, отправилась в Афины и Аргос (из Браврона изображение увезли в Сузы, а затем Селевк I подарил его жителям сирийской Лаодикеи). Орест построил в Аттике храм в Галлах (рядом с Бравроном), где помещено изображение, Ифигению позднее похоронили в Бравроне. По мегарской версии, умерла в Мегарах, там её святилище. По другой версии, изображение Артемиды хранилось в храме Артемиды Ортии в Спарте. Изображение показывали также на Родосе, в Команах, в Сирии. Статуя Ифигении была в Эгире (Ахайя). Храм Артемиды Ифигении был в Гермионе.
С Ифигенией также отождествляют дочь Агамемнона Ифианассу.

## Ифигения на карте мира
Скала под названием Ифигения находится в Крыму в пределах посёлка Береговое (Кастрополь), соседняя скала, меньшего размера, получила название Орест.
Франсиско Миранда, бывший в Крыму в свите Г. А. Потёмкина в январе 1787 года во время подготовки к Таврическому вояжу Екатерины II, писал: " мы немного полюбезничали с князем [Потёмкиным], который показал мне крупномасштабные карты этой страны и четырех ее губерний, исполненные недавно русскими умельцами, а также картину г-на Иванова, превосходного российского художника-пейзажиста, с изображением того места, куда, как полагают, была перенесена Ифигения".

## Сюжет в античном искусстве
Действующее лицо трагедии Эсхила «Ифигения [в Авлиде]» (фр.94 Радт), трагедий Софокла «Ифигения» (фр.305-308 Радт) и «Хрис», трагедий Еврипида «Ифигения в Авлиде» и «Ифигения в Тавриде», трагедии неизвестного автора «Ифигения в Авлиде», трагедии Полиида (?) «Ифигения в Тавриде», трагедий Энния и Невия «Ифигения», комедии Ринфона «Ифигения [в Авлиде]» и «Ифигения в Тавриде».
- Ликофрон. Александра 180—199.

## Образ в искусстве
- 1617: Самуил Костер, драма «Ифигения»
- 1639—1640: Жан Ротру, трагедия «Ифигения в Авлиде»
- 1661: Иоганн Якоб Лёве (нем.[нем.]), опера «Ифигения» (либретто Антона Ульриха Брауншвейг-Вольфенбюттельского)
- 1674: Жан Расин, трагедия «Ифигения»
- 1699: Райнхард Кайзер, опера «Ифигения»
- 1704: Андре Кампра, опера «Ифигения в Тавриде»
- 1713: Доменико Скарлатти, опера «Ифигения в Авлиде»
- 1718: Антонио Кальдара, опера «Ифигения в Авлиде»
- 1725: Леонардо Винчи, опера «Ифигения в Тавриде»
- 1728: Карл Генрих Граун, опера «Ифигения в Авлиде»
- 1751: Никколо Йомелли, опера «Ифигения в Авлиде»
- 1757: Тьеполо, фреска «Жертвоприношение Ифигении»
- 1763: Томмазо Траэтта, опера «Ифигения в Тавриде»
- 1768: Бальдассаре Галуппи, опера «Ифигения в Тавриде»
- 1771: Никколо Йомелли, опера «Ифигения в Тавриде»
- 1774: Кристоф Глюк, опера «Ифигения в Авлиде»
- 1779: Глюк, опера «Ифигения в Тавриде»
- 1779: Висенте Мартин-и-Солер, опера «Ифигения в Авлиде»
- 1779-1786: Гёте, трагедия «Ифигения в Тавриде»
- 1781: Никколо Пиччини, музыкальная трагедия «Ифигения в Тавриде»
- 1788: Луиджи Керубини, опера «Ифигения в Авлиде»
- 1806: Симон Майр, опера «Ифигения в Авлиде» (либретто Апостоло Дзено)
- 1924: Альфонсо Рейес, драматическая поэма «Безжалостная Ифигения»
- 1924: Тереса де ла Парра, роман «Ифигения»
- 1938: Мирча Элиаде, драма «Ифигения»
- 1941: Герхарт Гауптман, драма «Ифигения в Дельфах»
- 1943: Герхарт Гауптман, драма «Ифигения в Авлиде»
- 1949: Андре Жоливе, музыка к постановке трагедии Расина «Ифигения в Авлиде»
- 1950: Ильдебрандо Пиццетти, опера «Ифигения»
- 1968: Райнер Вернер Фассбиндер, спектакль «Ифигения в Тавриде» по Гёте
- 1976: Роберто Теллез Оропеза, опера «Безжалостная Ифигения»
- 1977: Михалис Какояннис, фильм «Ифигения» (музыка Микиса Теодоракиса)
- 1989: Леандро Эспиноза, опера «Безжалостная Ифигения»
- 1992: Фолькер Браун, драма «Ифигения на свободе»

## В астрономии
- (112) Ифигения — астероид, открытый в 1870 году